# انتی (ماه)
انتی (انگلیسی: Anthe) یک قمر بسیار کوچک زحل است که بین میماس و انسلادوس قرار دارد. این قمر با بررسی عکس‌های کاسینی-هویگنس کشف و در ۱۸ ژوئیه ۲۰۰۷ اعلام شد.